# Stavkirke de Fantoft
 (août 2019).
Si vous disposez d'ouvrages ou d'articles de référence ou si vous connaissez des sites web de qualité traitant du thème abordé ici, merci de compléter l'article en donnant les références utiles à sa vérifiabilité et en les liant à la section « Notes et références ».

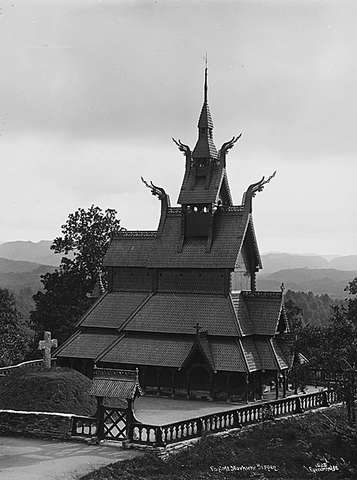
L'église en bois debout de Fantoft détruite le 6 juin 1992.

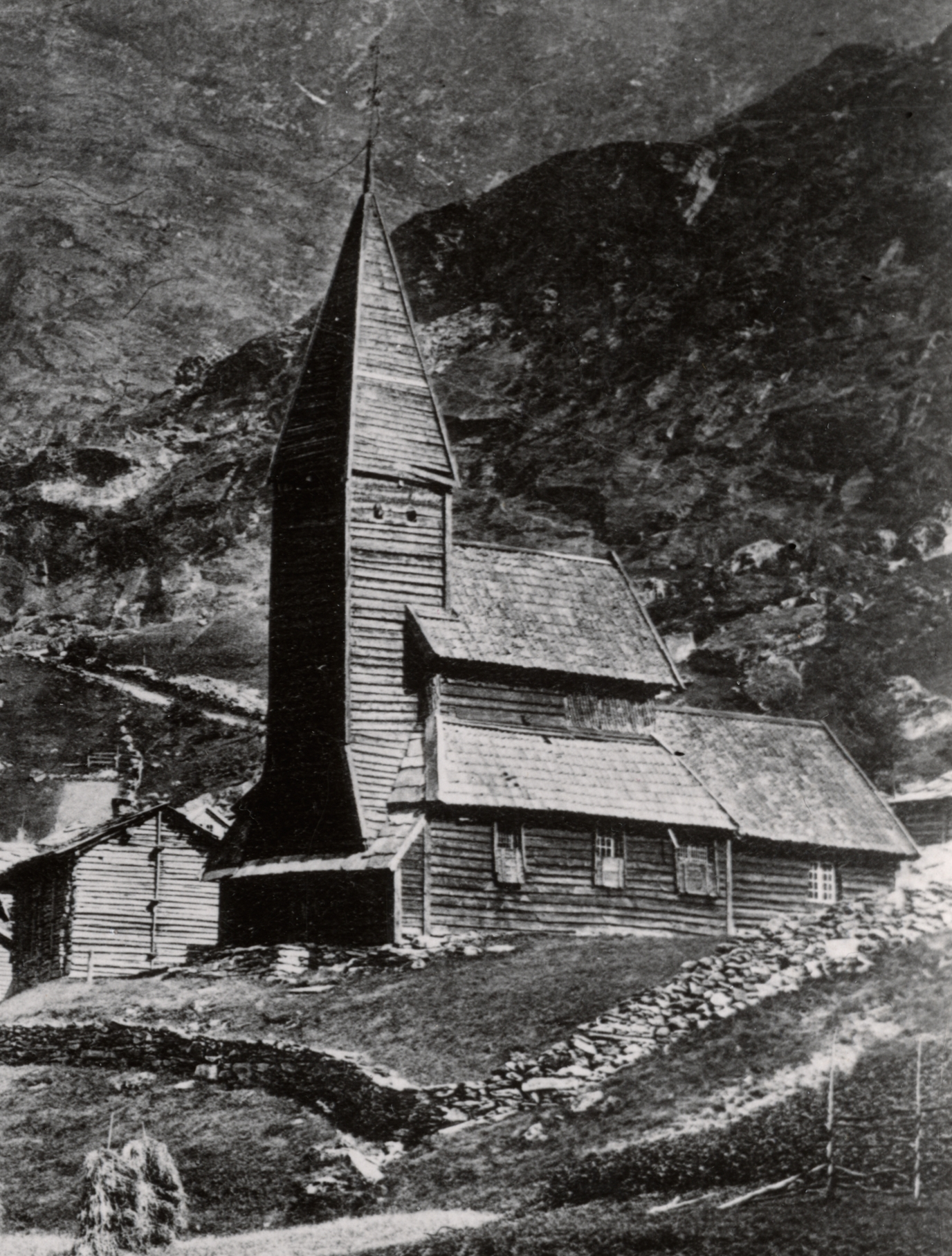
L'église en bois debout de Fortun.

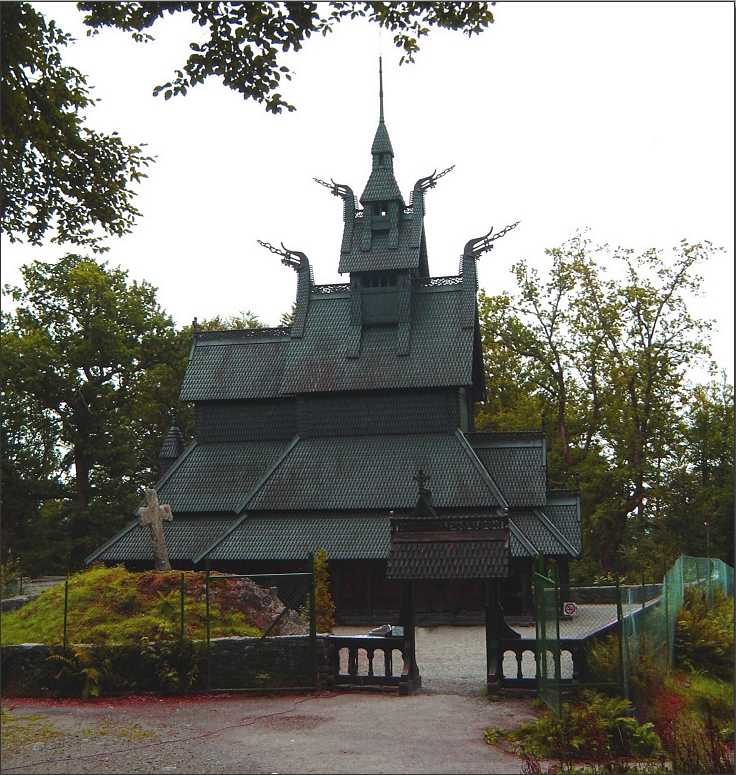
L'église en bois debout de Fantoft après sa reconstruction en 1997.

La stavkirke de Fantoft (norvégien : Fantoft stavkirke) est une église en bois debout située à Fantoft, Bergen, Norvège. Le mot stavkirke vient du norvégien « stav » pour pieu et « kirke » pour église. Les stavkirker sont entièrement construites en bois, elles ont d'ailleurs pour traduction française « églises en bois debout ».
La stavkirke de Fantoft fut tout d'abord construite vers 1150 à Fortun, près du Sognefjord (L'église en bois debout de Fortun), mais a été transférée à Fantoft en 1883 et reconstituée à la manière de l'église en bois debout de Borgund. Elle a été incendiée et entièrement détruite le 6 juin 1992  par des membres de l'Inner Circle lié au black metal. L'un des incendiaires présumés, Varg Vikernes, soutient que cette date a en fait été choisie pour commémorer le pillage de Lindisfarne par les Vikings du Hordaland le 6 juin 793, qui est souvent considéré comme le véritable début de l'ère viking.[réf. nécessaire]
L'église a été reconstruite à l'identique en 1997 (La nouvelle stavkirke de Fantoft, Fantoft nye stavkirke), et est depuis protégée par des grillages et des alarmes. Le coût de la reconstruction n'a pas été dévoilé par les propriétaires de l'édifice, seule stavkirke privée parmi celles incendiées en Norvège.
L'église se trouve à quelques centaines de mètres de la Résidence universitaire de Fantoft.

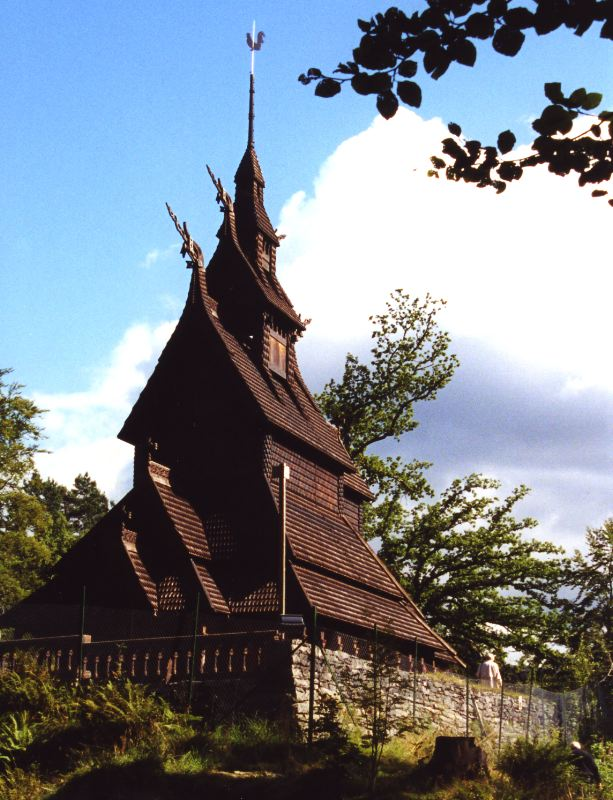
La nouvelle stavkirke de Fantoft, Fantoft nye stavkirke.
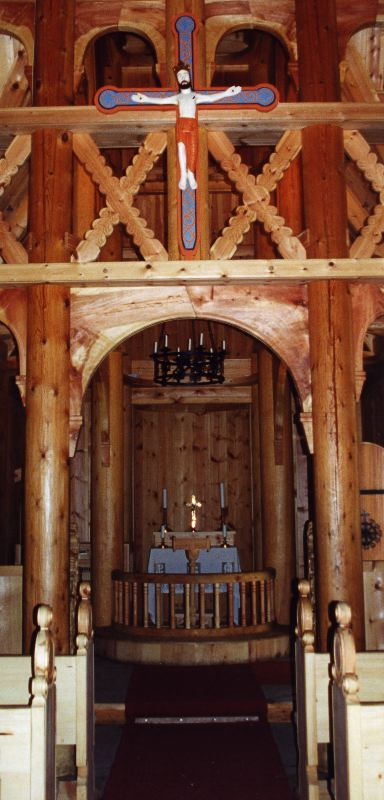
Fantoft nye stavkirke.
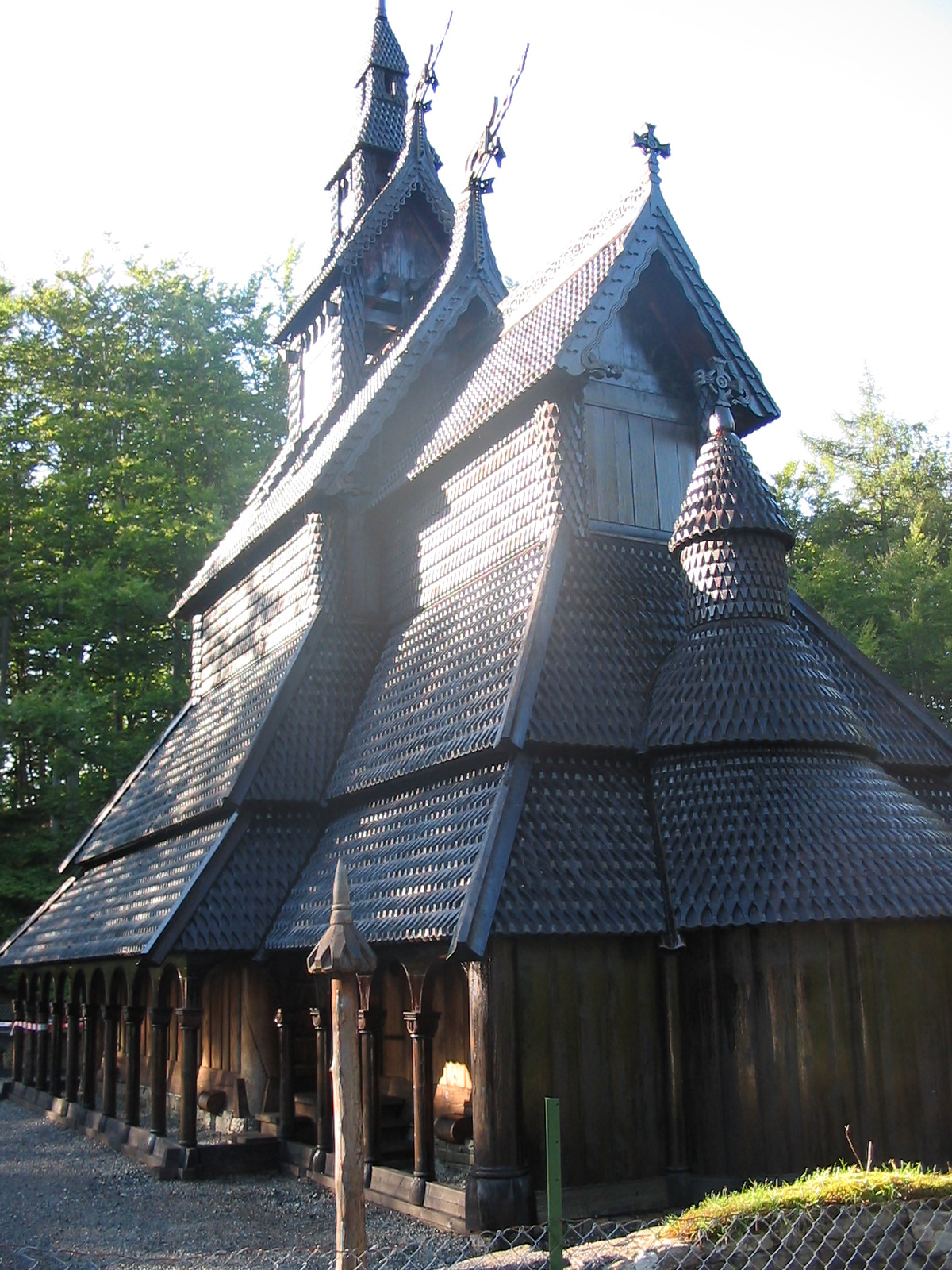
Fantoft nye stavkirke.
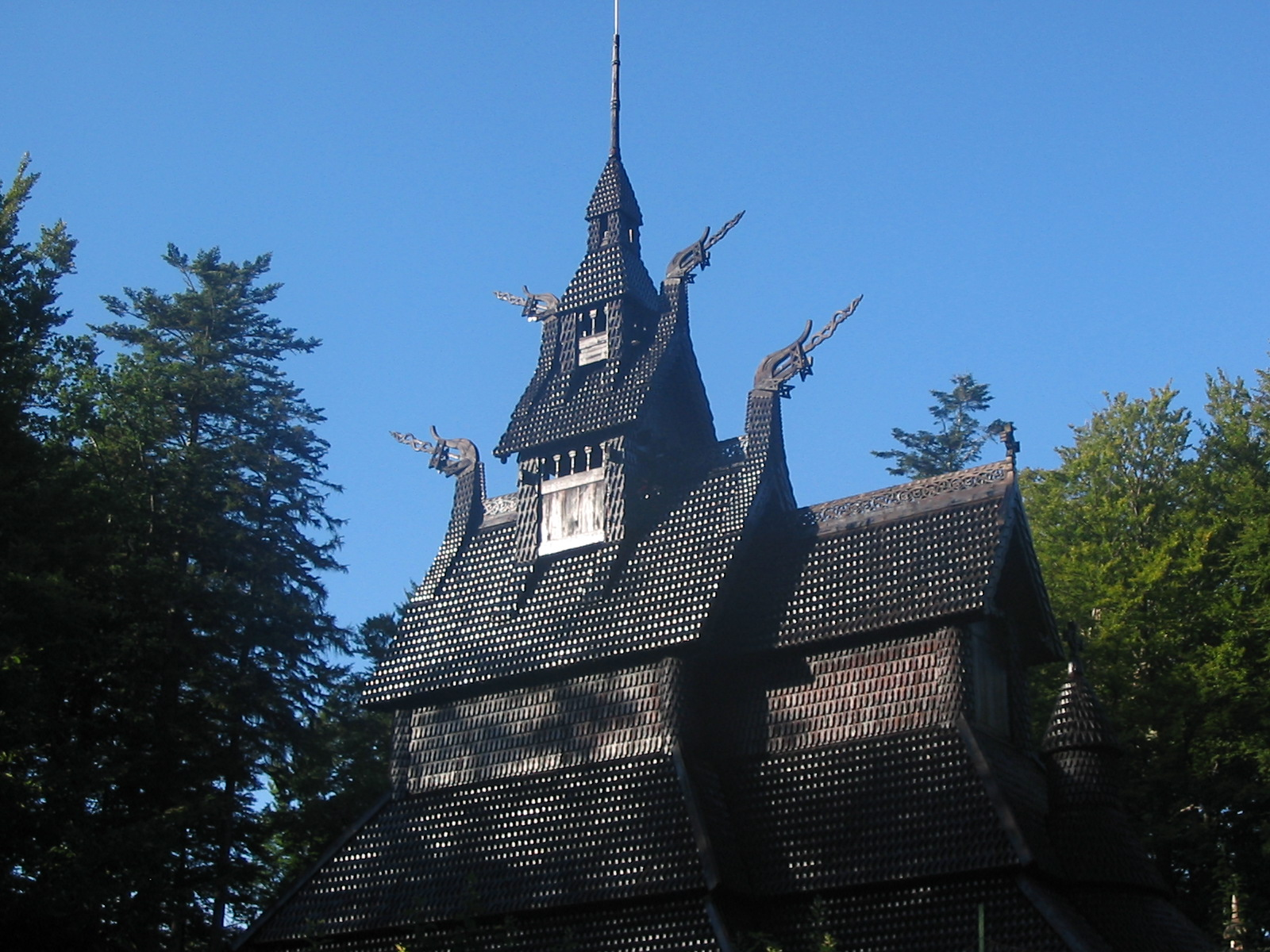
Fantoft nye stavkirke.
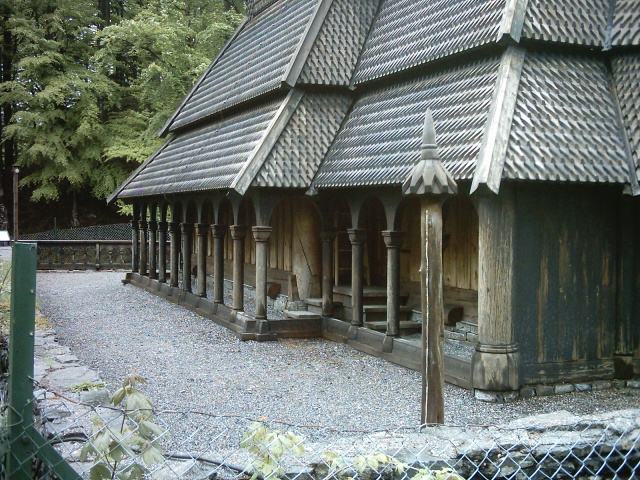
Fantoft nye stavkirke.
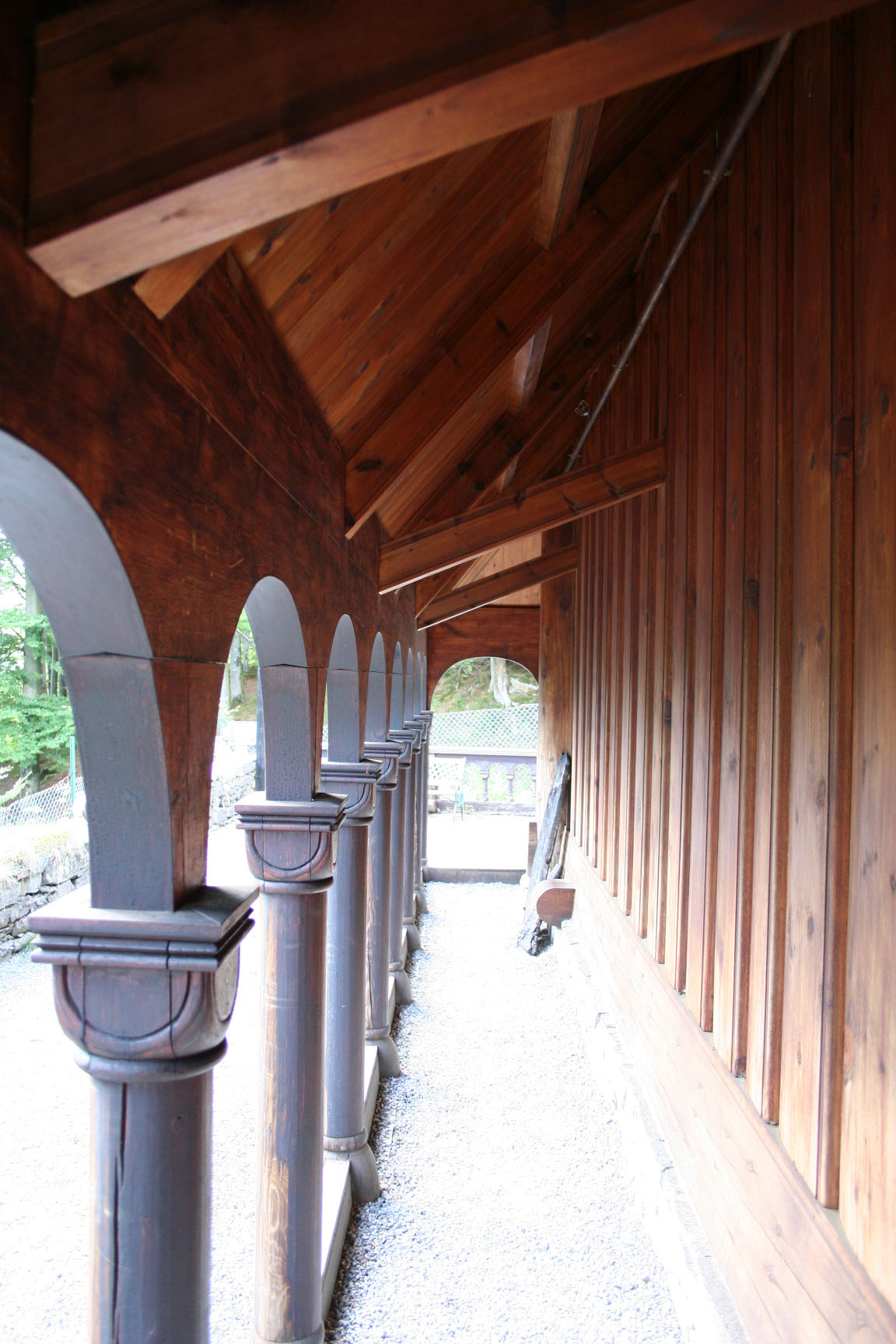
Fantoft nye stavkirke.
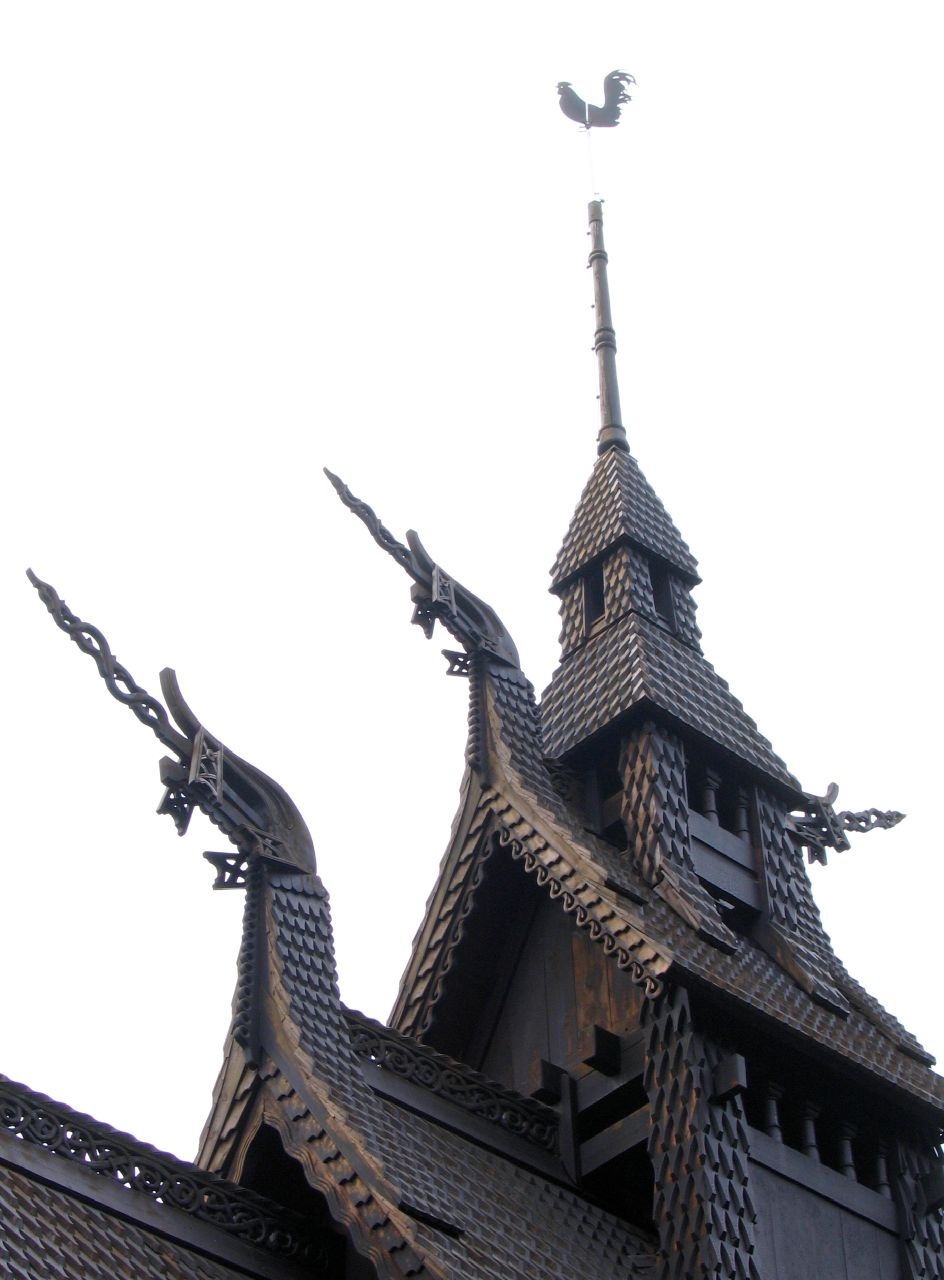
Fantoft nye stavkirke.
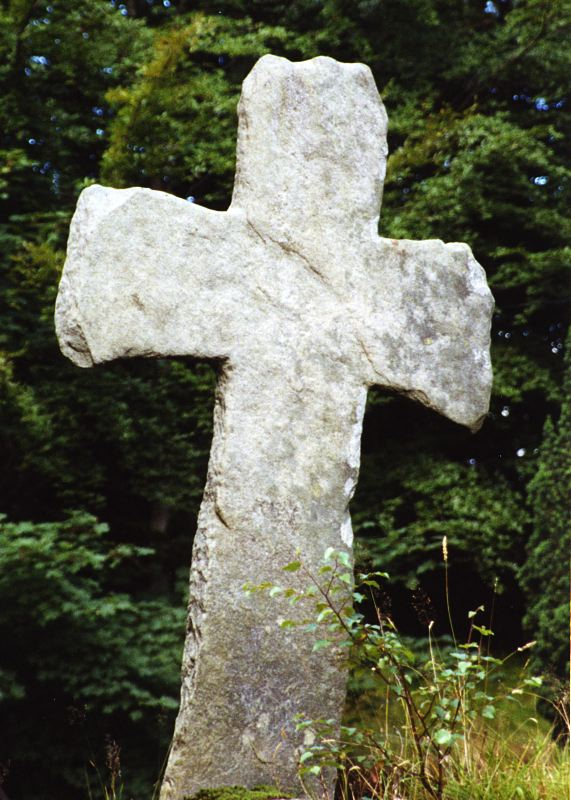
Croix médiévale de Sola, Rogaland, à côté de l'église.